# تالار

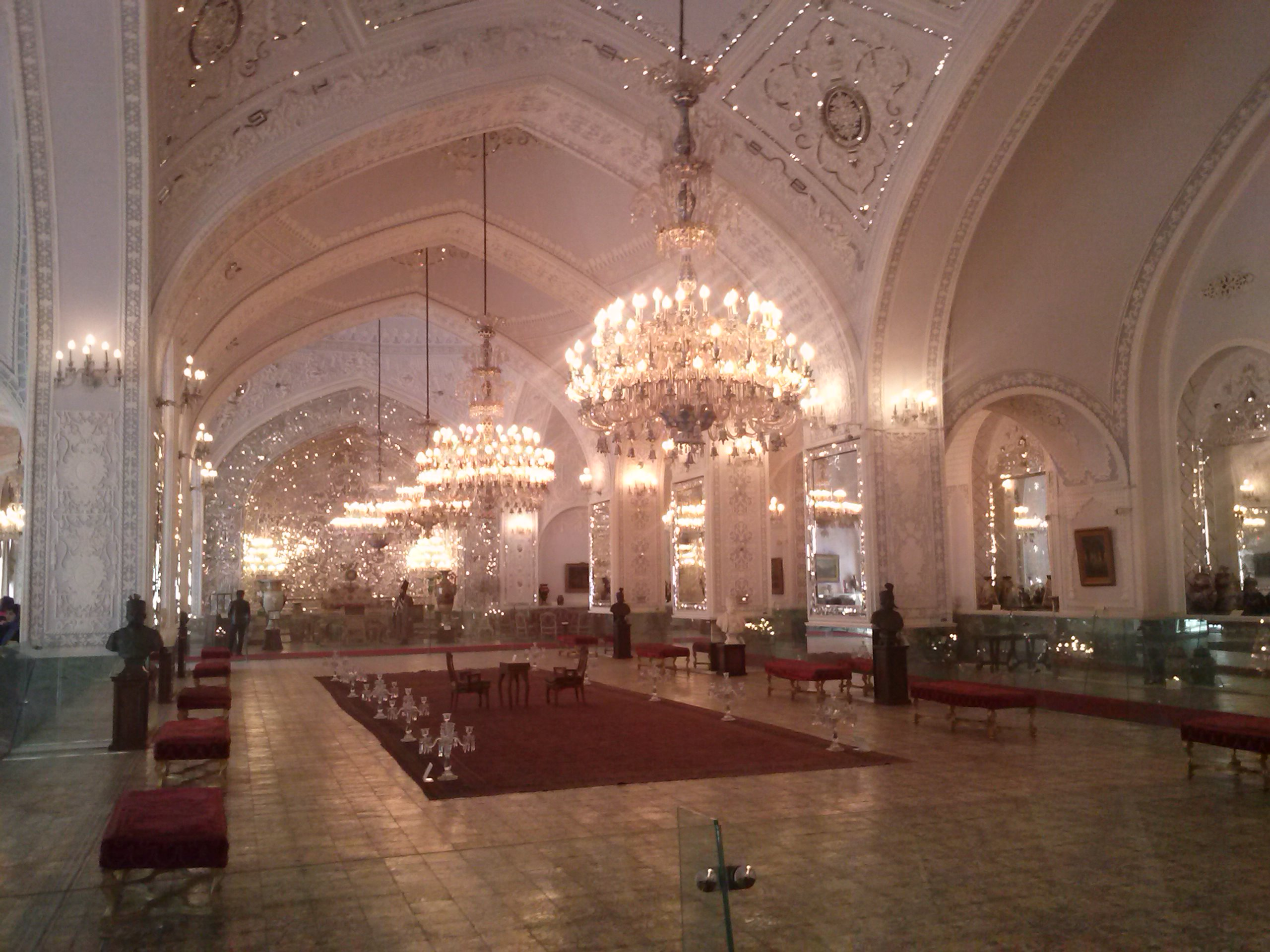
قاعة التحية (تالار سلام) ، قصر جولستان

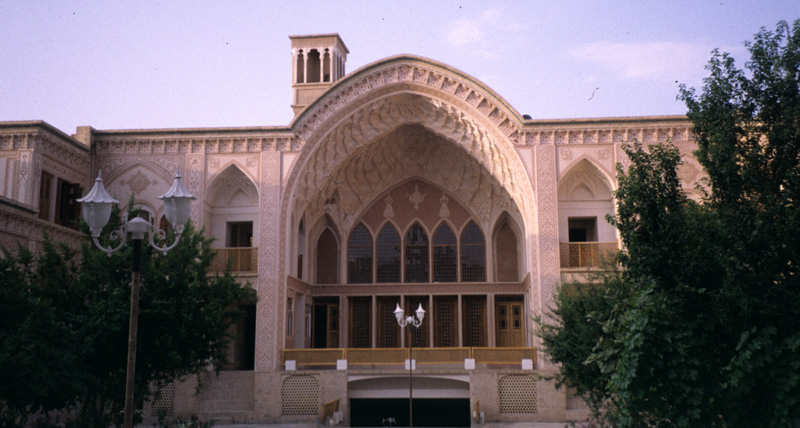
بني التالار في القرن التاسع عشر في موقع مركزي، تحت الإيوان الرئيس، حيث كتن يتم تقديم الخدمات المسائية للأندوراني (الجواني). الصورة من البيت الأمريكي في كاشان.

تالار ((بالفارسية: تالار)) هو عرش الملوك الفارسيين المنحوتين على قبر داريوس الصخري في نقش رستم ، بالقرب من برسبوليس ، وفوق الرواق الذي تم نسخه من قصره.